# Wallbach
Wallbach är en ort och kommun vid floden Rhen i distriktet Rheinfelden i kantonen Aargau, Schweiz. Kommunen har 2 081 invånare (2023).